# 牧野虚太郎
牧野虚太郎（まきの・きょたろう、本名：島田實、1920年 - 1941年8月20日）は、日本の詩人。東京出身。慶應義塾大学中退。
荒地詩集に作品が載るが、当時既に世を去っていた。詩誌『荒地』の前身である戦前の詩誌『LUNA』や『LE BAL』に発表された作品は、モダニズム詩の極限にある小品を十数篇遺すのみである。鮎川信夫編の詩集に大部分を載せるが、遺漏もある。

## 作品名
- 象牙の雑草I
- 象牙の雑草II
- 象牙の位置
- 破れた靴下
- フルーツ・ポンチ
- 葉脈と時間
- 碑
- 独楽
- 鞭のうた
- 花
- 復讐
- 神の歌
- 聖餐

## 関連書籍
- 鮎川信夫編『牧野虚太郎詩集』（国文社　1978年10月）
- 北村太郎『ぼくの現代詩入門』（大和書房 大和選書1982年7月）

（「象牙の位置」所収）
- 田村隆一『若い荒地』